# Hymen Marx
Pour les articles homonymes, voir Marx.
Hymen Marx, né le 27 juin 1925 à Chicago, mort le 25 janvier 2007 à Sun City (Arizona), est un herpétologiste américain.

## Taxons décrits en son honneur
- Ramphotyphlops marxi (Wallach)

## Quelques taxons décrits
- Azemiopinae
- Adenorhinos
- Anomalepis colombia
- Carinatogecko heteropholis
- Cnemaspis nairi
- Coluber sinai avec Karl Patterson Schmidt

## Quelques articles
- Marx, 1952 : Atractaspis (Moleviper), a new record for Egypt. Copeia 1952 pp. 278–279.
- Marx, 1953 : The elapid genus of snakes Walterinnesia. Fieldiana: Zoology 34 pp. 189–196.
- Marx, 1953 : A new worm snake from Colombia. Fieldiana: Zoology 34 pp. 197–198.
- Marx, 1955 : Notes on the behavior of some Madagascar chameleons (Reptilia, Chamaeleontidae). Natural History Miscellanea 149 pp. 1–3.
- Marx & Inger, 1955 : Notes on the snakes of the genus Calamaria. Fieldiana: Zoology 37 pp. 167–209.
- Marx, 1968 : Checklist of the Reptiles and Amphibians of Egypt, Special Publication, United States Naval Medical Research Unit Number Three, NAMRU-3 (#AD 701324), rapport.   Document en ligne sur le site du Defense Technical Information Center